# Kotarō Fujikawa
Kotarō Fujikawa (japanisch 藤川 虎太朗 Fujikawa Kotarō; * 24. Juli 1998 in der Präfektur Fukuoka) ist ein japanischer Fußballspieler.

## Karriere
Fujikawa erlernte das Fußballspielen in der Schulmannschaft der Higashi Fukuoka High School. Seinen ersten Vertrag unterschrieb er 2017 bei Júbilo Iwata. Der Verein spielte in der höchsten Liga des Landes, der J1 League. Am Ende der Saison 2019 stieg der Verein in die zweite Liga ab. Am 23. August 2021 wechselte er auf Leihbasis zum Drittligisten Roasso Kumamoto. 2021 feierte er mit Kumamoto die Meisterschaft der dritten Liga und den Aufstieg in die zweite Liga. Die Saison 2022 wurde er an den Zweitligaabsteiger Giravanz Kitakyūshū ausgeliehen. Für den Klub aus Kitakyūshū bestritt er 29 Ligaspiele. Dabei erzielte er fünf Tore. Nach der Ausleihe kehrte er im Januar 2023 zu Iwata, die aus der ersten- in die zweite Liga abgestiegen waren, zurück. Am Ende der Saison 2023 feierte er mit dem Verein die Vizemeisterschaft und den Wiederaufstieg in die erste Liga. Am Ende der Saison 2024 belegte er mit Júbilo den 18. Tabellenplatz und musste somit in die zweite Liga absteigen. Nach dem Abstieg verließ er den Verein und schloss sich im Januar 2025 dem Drittligisten AC Nagano Parceiro an.

## Erfolge
Roasso Kumamoto
- Japanischer Drittligameister: 2021  ▲

Júbilo Iwata
- Japanischer Zweitligavizemeister: 2023